# Андрија Мирослављевић

Андрија Мирослављевић (прва половина 13. века) био је хумски кнез од око 1203. године до средине 13. века.

## Биографија
Андрија је био син Мирослава Завидовића, брата Стефана Немање. Након смрти кнеза Мирослава у Хумској земљи настају немири током којих великаши протерују Мирослављеву удовицу заједно са сином Андријом из земље. Власт су предали Петру, могуће Мирослављевом сину из претходног брака. Промене у Хуму, а највероватније и непријатељско држање новог кнеза су навеле Стефана Немањића, Немањиног наследника, да са војском нападне Хум. У рату је имао успеха. Поседи кнеза Мирослава подељени су на следећи начин: Стефан заузима јужне делове Хумске земље док су Андрији припали Стонско приморје и Попово. Петар се морао повући на север где је управљао територијом од Цетине до Неретве.
Андрија је 1250. године обећао Дубровачкој републици, која је изгубила заштиту босанског бана Матеје Нинослава, да неће учествовати у рату између Дубровника и Србије и да ће дубровачке избеглице лепо примати у Хуму. Андрија је у то време прихватао врховну власт српског краља Стефана Уроша (1243—1276). Изгледа да се спремао да му откаже послушност склапајући споразум са Дубровником. Не зна се година Анријине смрти, али је умро или се повукао са власти свакако до 1254. године када се у Хуму као жупан помиње његов син Радослав.
Андрија је основао цркву у Међуречју, у данашњој Андријевици.